# Karaczajewsk

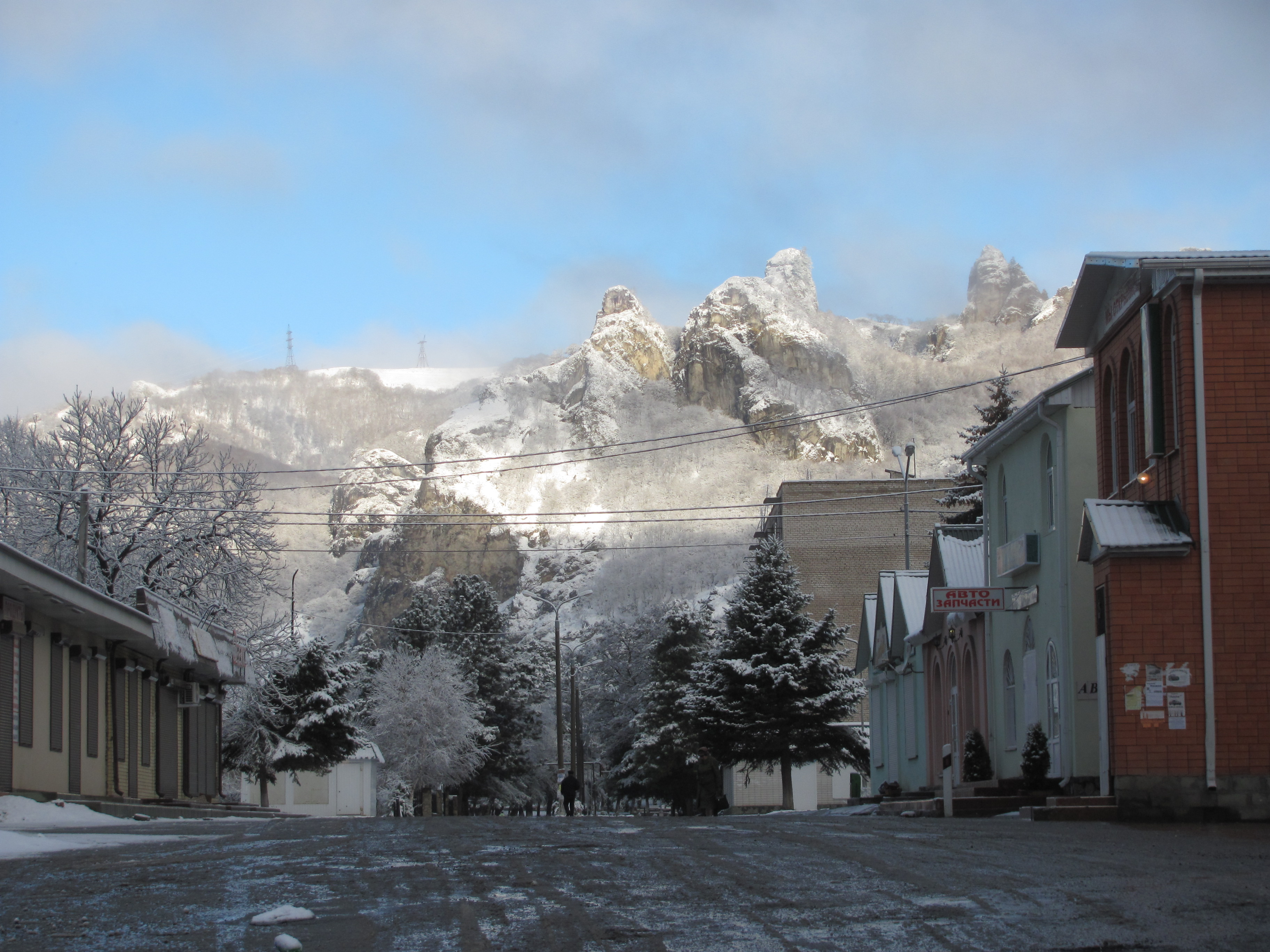
Ulica w Karaczajewsku

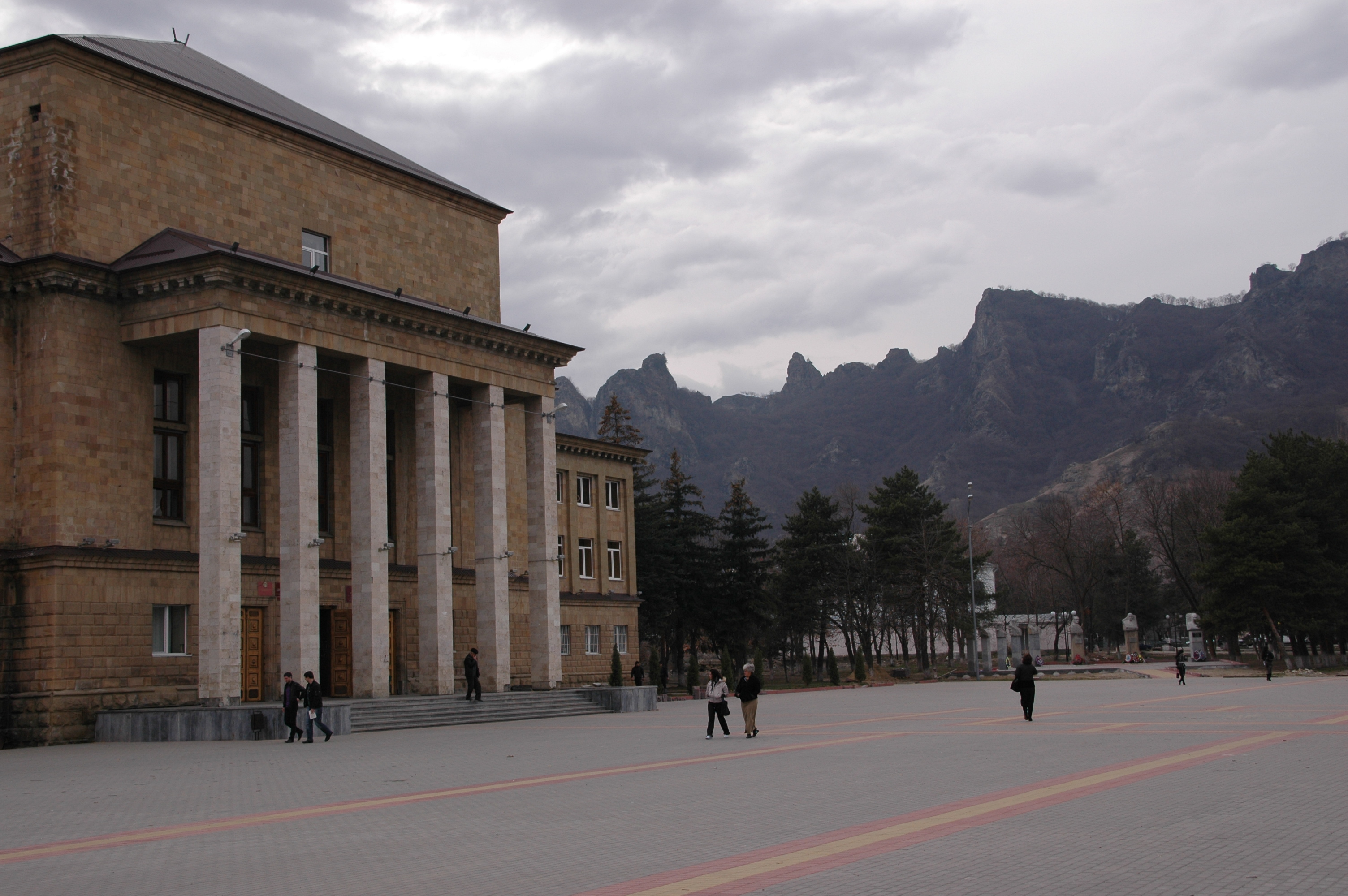
Siedziba władz miejskich

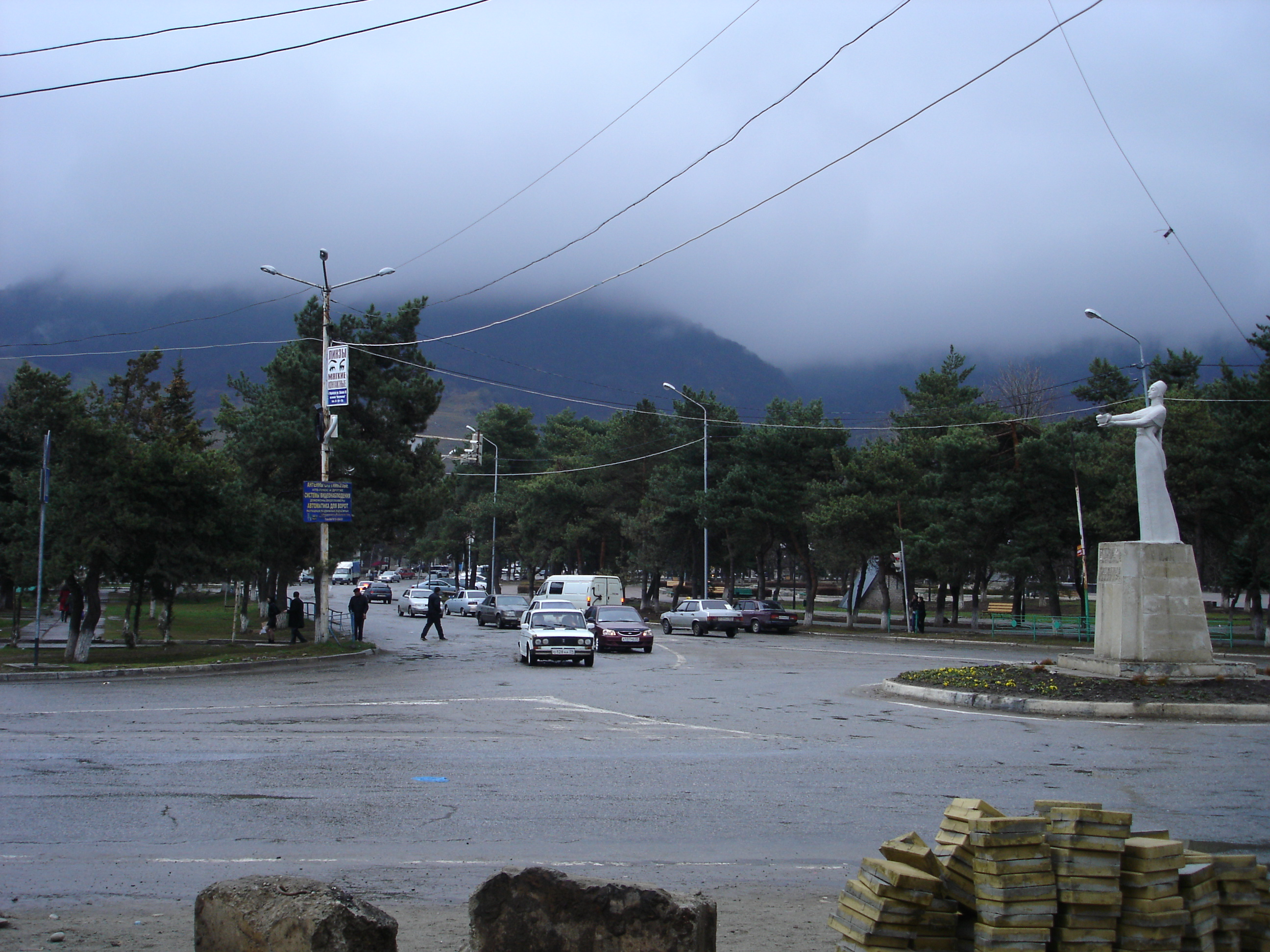
Góralka witająca przybyszy miseczką ajranu przy wjeździe do Karaczajewska

Karaczajewsk (ros. Карача́евск; karaczajsko-bałkarski Къарачай шахар; abaz. Къарча) – miasto w Republice Karaczajewo-Czerkieskiej, Rosja, w górskich rejonach Kaukazu Północnego, u zbiegu rzek Kubań i Teberdy. Centrum administracyjne rejonu karaczajewskiego, siedziba Państwowego Uniwersytetu Karaczajewo-Czerkieskiego.

## Geografia
Miasto jest położone 60 km na południowy zachód od Czerkieska, na trasie Suchumskiej Drogi Wojennej, na wysokości 900 m n.p.m.

## Historia
Karaczajewsk został założony 1926 roku jako Gieorgijewskoje i wkrótce na cześć radzieckiego polityka Mikojana przemianowany na Mikojan-Szachar, uzyskując prawa miejskie w 1929 roku. Od 5 października 1944 roku do 1 stycznia 1957 roku, w czasie wygnania Karaczajów przez Stalina na pustynie Azji Centralnej, jako Kłuchori miasto znajdowało się w obrębie Gruzińskiej SRR. Obecna nazwa Karaczajewsk została nadana miastu od zamieszkującej je etnicznej ludności: Karaczajów.

## Gospodarka
W 2002 roku w mieście czynnych było 36 zakładów przemysłowych, działały 2 regularne linie autobusowe. Najważniejsze przedsiębiorstwa to zakład produkujący elementy żelbetowe, piekarnia, mleczarnia, browar i rozlewnia wody mineralnej.

## Populacja
Liczba mieszkańców miasta – 19,6 tys. (2010); 1939 – 5,9 tys., 1970 – 14,8 tys., 1979 – 16,7 tys., 1989 – 21,6 tys., 2002 – 22,1 tys.
Skład narodowościowy miasta Karaczajewska według danych ze spisu ludności 2002 roku:
- Karaczajowie – 16 077 (72,7%),
- Rosjanie – 3610 (16,3%),
- Osetyńcy – 658 (3%),
- Czerkiesi – 299 (1,4%),
- Nogajcy – 239 (1,1%),
- Abazyni – 144 (0,6%),
- Ukraińcy – 130 (0,6%),
- pozostałe narodowości – 956 (4,3%).

Skład narodowościowy okręgu miejskiego Karaczajewska według spisu 2002:
- Karaczajowie – 24 804 (66,3%),
- Rosjanie – 8595 (23%),
- Osetyńcy – 922 (2,5%),
- Czerkiesi – 777 (2,1%),
- Nogajcy – 272 (0,7%),
- Abazyni – 272 (0,7%),
- Ukraińcy – 268 (0,7%),
- pozostałe narodowości – 1483 (4%).

## Szkolnictwo
- Uczelnia wyższa Karaczajewo-Czerkieski Uniwersytet Państwowy im. Alijewa.
- Filia Piatigorskiego Uniwersytetu Technologicznego w Piatigorsku.

## Architektura
Przeważają budynki wybudowane za czasów ZSRR, choć napotkać można również budowle z okresu XVIII-XIX wieku. Okolica miasta jest bogata we wczesnośredniowieczne zabytki, takie jak monastyry, ruiny Skimaru i wybudowany w początku X stulecia Kościół Szoana.

## Znani ludzie urodzeni w Karaczajewsku
- Aleksandre Cziwadze (ur. 1955) – gruziński piłkarz, tytuł Mistrza Sportu ZSRR.

## Miasta partnerskie
Werona, Włochy

 rejon lewaszyński, Dagestan, Rosja